# Abubacarr Tambadou

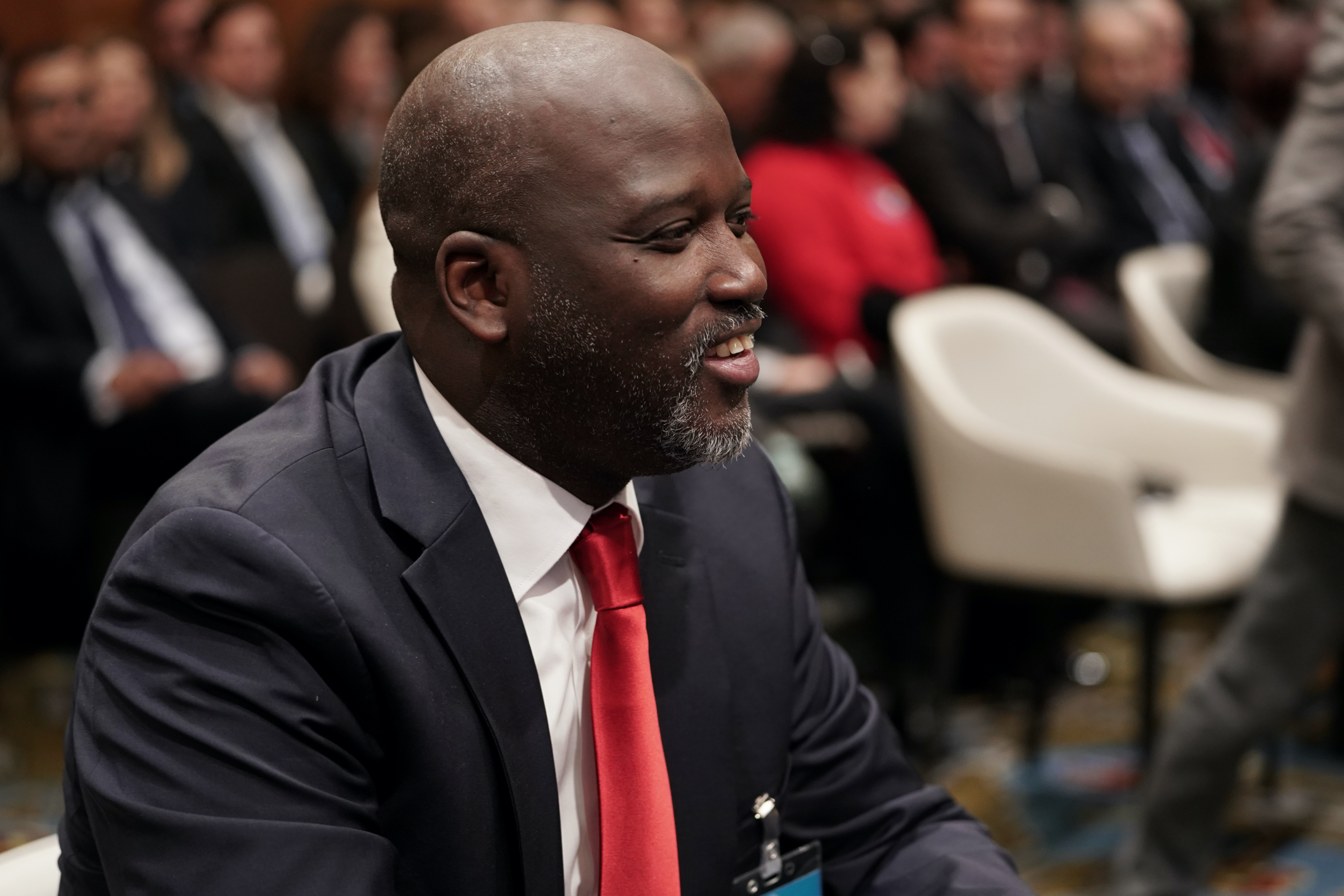
Abubacarr Marie „Ba“ Tambadou (2019)

Abubacarr Marie „Ba“ Tambadou (* 12. Dezember 1972) ist Jurist und Politiker aus dem westafrikanischen Staat Gambia. 2017 wurde er zum Justizminister und Generalstaatsanwalt (Attorney General) im Kabinett Adama Barrow I ernannt und blieb bis Juni 2020 im Amt.

## Leben
Tambadou besuchte vom September 1987 bis Juli 1992 die Saint Augustine’s High School in der Hauptstadt Banjul. Dann besuchte er ab September 1994 bis Juli 1997 im Ausland die University of Warwick, in Coventry im Vereinigten Königreich. Dort machte er ein Bachelor of Laws (LLB). Vom Februar 1999 bis Juli machte Tambadou den Barrister (Barrister-at-Law, BL) an der Lincoln’s Inn in London. Den Master of Laws (LLM) (International Human Rights Law) erwarb er in der Zeit von September 2001 bis September 2002 in der School of Oriental & African Studies an der University of London.
Weiterbildungen machte er im Februar 2004 in International Humanitarian Law am Internationalen Strafgerichtshof für Ruanda (United Nations International Criminal Tribunal for Rwanda, UNICTR) in Arusha (Tansania) und im Juni 2003 am Internationalen Strafgerichtshof auf der University of Nottingham in Nottingham.
Von 1997 bis 1999 war er als Anwalt in Gambia tätig, dann bis 2000 als Staatsanwalt. Von 2000 bis 2003 als Rechtsanwalt, vom Dezember 2003 war er als Rechtsanwalt beim Internationalen Strafgerichtshof in Arusha angestellt, zuletzt ab Oktober 2012 als Sonderbeauftragter des Staatsanwalts.
Am 7. Februar 2017 wurde Abubacarr Tambadou als Justizminister und Generalstaatsanwalt im Kabinett berufen.
Ende Juni 2020 reichte Tambadou seinen Rücktritt zum 30. Juni ein, kehrte an das UNO-Gericht in Arusha (Tansania) zurück, wo er schon einmal tätig war, und nahm den Posten des Generalregistrator (englisch registrar general) ein. Präsident Barrow dankte ihm:

“He has successfully initiated and diligently executed several of the Government’s key governance reform activities such as the establishment of the Constitutional Review Commission, the Truth, Reconciliation and Reparations Commission, the National Human Rights Commission, the Janneh and Faraba Banta Commissions of Inquiry, and several other legislative reforms. With his guidance, we have now transformed our judiciary in particular and the administration of justice system in general into a truly independent and robust organ of the State that all Gambians should be proud of […]”

„Er hat mehrere der wichtigsten Aktivitäten der Regierung zur Reform der Regierungsführung erfolgreich initiiert und gewissenhaft durchgeführt, wie z.B. die Einrichtung der Kommission zur Überprüfung der Verfassung, der Wahrheits-, Versöhnungs- und Wiedergutmachungskommission, der Nationalen Menschenrechtskommission, der Untersuchungskommissionen Janneh und Faraba Banta sowie mehrere andere Gesetzesreformen. Unter seiner Führung haben wir nun unsere Justiz im Besonderen und die Verwaltung des Justizsystems im Allgemeinen in ein wirklich unabhängiges und robustes Staatsorgan verwandelt, auf das alle Gambier stolz sein sollten […]“

Sein Nachfolger wurde mit Wirkung zum 1. Juli 2020 Dawda A. Jallow. Tambadou ist seit 1. Juli 2020 Registrar (Verwaltungschef) des International Residual Mechanism for Criminal Tribunals. Im Februar 2025 wurde er von Gambia als Kandidat für die 2026 stattfindende Wahl neuer Richter am Internationalen Gerichtshof in Den Haag nominiert.

## Familie
Tambadou ist verheiratet. Sein Bruder, Sheriff Tambadou, ist Präsident der Anwaltskammer von Gambia, er ließ Adama Barrow in Dakar als Staatspräsident vereidigen.